# Margogastrius
Margogastrius is een geslacht van kevers uit de familie  
kniptorren (Elateridae).
Het geslacht is voor het eerst wetenschappelijk beschreven in 1903 door Schwarz.

## Soorten
Het geslacht omvat de volgende soort:
- Margogastrius schneideri (Schwarz, 1902)